# Karl Gustav König
Karl Gustav König (* 19. Dezember 1828 in Radelfingen; † 23. Mai 1892 in Bern, reformiert, heimatberechtigt in Bern) war ein Schweizer Jurist und Politiker (parteilos).

## Leben
Karl Gustav König wurde am 23. Mai 1828 in Radelfingen als Sohn des Pfarrers Rudolf König geboren. Nach abgelegter Matura an einem Gymnasium in Bern nahm Karl Gustav König, Mitglied der Zofingia, in den Jahren 1847 bis 1853 die Studien der Theologie und, daran anschliessend, der Rechtswissenschaften an den Universitäten Bern, München und Heidelberg auf, bevor er 1854 das Berner Fürsprecherpatent erwarb.
In der Folge war er von 1854 bis 1858 als Kammerschreiber am Berner Obergericht angestellt, bis er seine eigene Anwaltspraxis eröffnete. Dazu erhielt er 1871 einen Ruf auf den Lehrstuhl für bernisches Recht und vergleichendes schweizerisches Privatrecht an der Universität Bern. Zwischen 1879 und 1883 war er als Verfasser und Kommentator des bernischen Zivilgesetzbuches tätig. König galt als Experte für englisches und nordamerikanisches Recht.
Karl Gustav König, Vater des Rechtsanwaltes und konservativen Politikers Gustav König, heiratete im Jahr 1856 Sophie Julie, die Tochter des bernischen Kantonsbaumeisters Ludwig Albrecht Küpfer. Er verstarb am 23. Mai 1892 fünf Monate nach Vollendung seines 63. Lebensjahres in Bern.

## Politische Ämter
Im Jahr 1866 wurde der parteiunabhängige Karl Gustav König in den Berner Grossen Rat gewählt, dem er bis 1871 angehörte. Darüber nahm er für den Kanton zwischen 1867 und 1868 Einsitz in den Ständerat. Überdies vertrat König 1866 die demokratische Opposition, obwohl er tendenziell als konservativ einzustufen war.

## Ehrungen
- 1875 verlieh die geisteswissenschaftliche Fakultät der Universität Bern den Ehrendoktortitel an Karl Gustav König.
- 1877 wurde Karl Gustav König mit der Ehrendoktorwürde der juristischen Fakultät der Universität Uppsala ausgezeichnet.